# Vasubandhu
Vasubandhu (cinese: 世親 pinyin: Shìqīn, giapponese: Seshin, tibetano: dByig-gnyen; Puruṣapura, IV secolo – IV secolo) è stato un monaco buddhista indiano, filosofo e fondatore della scuola Mahāyāna Cittamātra (detta anche Yogācāra).
Nelle scuole del Buddhismo cinese Tiāntái (天台) e Chán (禅), nonché nelle scuole del Buddhismo giapponese Tendai e Zen, Vasubandhu è indicato tra i patriarchi dei loro lignaggi.

## La vita
Fratello minore di Asaṅga, Vasubandhu visse in una famiglia kṣatriya da parte del padre, il cui nome era Kuaśika, e brāhmaṇa da parte della madre.
Divenuto monaco buddhista, studiò sotto il maestro sarvāstivāda Saṃghabhadra che gli impartì le dottrine proprie della Mahāvibhāṣā.
Si stabilì quindi nella capitale dell'Impero Gupta, Ayodhyā (attualmente nei pressi di Faizabad, nel Kashmir).
In quel tempo era abbastanza diffuso il dibattito pubblico tra esponenti ed esegeti delle differenti filosofie religiose e siccome ad Ayodhyā giunse Vindhayavāsin, discepolo di Vārṣagaṇya un famoso esponente del Sāṃkhya, questi sfidò i buddhisti ad un confronto tra le dottrine. In quei giorni sia Vasubandhu che il suo amico e collega Manoratha erano assenti da Ayodhyā e la sfida fu raccolta da un altro maestro buddhista, il vecchio Buddhamitra. L'età avanzata di questi non gli consentì di rispondere adeguatamente alle argomentazioni di Vindhayavāsin e i buddhisti uscirono sconfitti dal confronto.
Questo accaduto colpì profondamente Vasubandhu e lo portò a redigere la Paramārthasaptatikā in risposta alle dottrine esposte da Vindhayavāsin.
Successivamente scrisse lo Abhidharmakośa, un testo in seicento strofe (kārikā) di commento alla Mahāvibhāṣā, che divenne uno dei testi capitali della scuola Sarvāstivāda.
Acquisito il punto di vista critico dei sautrāntika scrisse un'ulteriore opera, l'Abhidharmakośabhāṣya che doveva essere un commento in prosa all'Abhidharmakośa.
Quest'ultima opera dispiacque al suo vecchio maestro Saṃghabhadra, che era rimasto su posizioni genuinamente sarvāstivādin, il quale gli replicò con l'Abhidharmakośaśāstrakārikāvibhāṣya, una critica serrata alle ultime tesi del suo ex allievo.
Nel frattempo il fratello maggiore di Vasubandhu, Asaṅga, seguace del Buddhismo del Mahāyāna preoccupato delle sue capacità retoriche in grado di mettere in difficoltà la diffusione del "Grande Veicolo", lo invitò a rientrare a Puruṣapura comunicandogli, come scusa, di essere malato. Giunto il fratello minore al suo cospetto, Asaṅga gli predicò le dottrine mahāyāniche convincendolo della loro correttezza e supremazia e, infine, convertendolo al "Grande Veicolo". Pentito di aver recato delle offese alle scuole del mahāyāna, Vasubandhu si voleva tagliare la lingua, ma Asaṅga gli impedì di portare a compimento il gesto suggerendogli di utilizzarla per la causa del "Grande Veicolo".
Rientrato ad Ayodhyā dopo la morte di Asaṅga, Vasubandhu si dedicò alla compilazione di trattati mahāyānici.